# Saint-Denis-de-Vaux
Saint-Denis-de-Vaux település Franciaországban, Saône-et-Loire megyében. Lakosainak száma 275 fő (2022. január 1.). Saint-Denis-de-Vaux Saint-Martin-sous-Montaigu, Barizey, Givry, Jambles, Mellecey és Saint-Jean-de-Vaux községekkel határos.

## Népesség
A település népessége az elmúlt években az alábbi módon változott:
| Lakosok száma | 286  | 271  | 274  | 263  | 261  | 260  | 265  | 270  | 275  |
|               | 2013 | 2015 | 2016 | 2017 | 2018 | 2019 | 2020 | 2021 | 2022 |